# アレクサンドル・タルス
アレクサンドル・タルス（Alexandru Țăruș、1989年5月9日 - ）は、プロD2ルーアン・ノルマンディー・ラグビーに所属するラグビーユニオン選手。

## プロフィール
- ルーマニア・ブラショヴ出身[1]。
- ポジションはプロップ(PR)。
- 身長 185cm、体重 125kg
- U20ルーマニア代表に選ばれたことがある[2]。
- ルーマニア代表キャップは35（2021年2月現在）でラグビーワールドカップ2015のルーマニア代表に選ばれた[3]。

## 略歴
ステアウア・ブクレシュティ、CSUアウレル・ヴライク・アラド、ティミショアラ・サラセンズ、ブカレスト・ウルブズ、ベジエ、セール・シャークスを経て、2019年、ゼブレに加入。
2021年、ルーアンに加入。